# Lavasa
Lavasa (Marathi: लवासा, lavāsā) est située en Inde, près de Pune. C'est la première grande ville nouvelle privée, qui en réalité regroupera peut-être à terme cinq petites villes. Elle est stylistiquement basée sur le village italien de Portofino, avec une rue et plusieurs bâtiments portant le nom de cette ville.
Sa construction, encore inachevée est entièrement planifiée et la ville aura une gestion principalement privée et non publique. Le projet se veut aussi être une vitrine en termes de Ville intelligente. 
Ce projet est cependant controversé, pour plusieurs raisons, dont le processus d'expropriation et d'achat de terres, des impacts environnementaux insuffisamment pris en compte, une consommation d'eau équivalente à celle de la ville existante de Pune et en raison d'un contexte de népotisme et de prêts acquis via des corruptions politiques .

## Économie
Le projet annonce que la ville aura sa propre autonomie économique, appuyée d'une part sur deux pôles de développement 
1. l’hôtellerie, le tourisme et les loisirs. l'urbanisme programmé est stylistiquement inspiré de la ville italienne de Portofino. Une rue et plusieurs bâtiments portent déjà le nom de cette ville)
2. l'éducation, la recherche et les entreprises innovantes[8].

## Ville intelligente
Le projet se veut exemplaire en termes de maison intelligente, e-services, e-gouvernance, domotique urbaine, etc. grâce à infrastructure dédiée aux TIC, conçue avec la ville, et supposée générer des services associés à haute valeur ajoutée (Les recettes espérées par Wipro, le partenaire privé exclusif chargé des aspects NTIC de Lavasa sont - selon lui - d'environ 100 millions $ pour les 10 prochaines années).

## Territoire, surface
Localisation : La zone délimitée pour le projet Lavasa est situé près de Pune dans la vallée de Mose, dans les Ghâts occidentaux
Les villages environnants abritaient de petites collectivités. Celles-ci interagissent plus ou moins avec le développement du projet Lavasa ou ses habitants. Certaines ont fait l'objet d'attentions de la part du porteur de projet (qui a par exemple offert des uniformes scolaires à des enfants pauvres des environs ou organisé des séances de conseil aux jeunes  et certains villageois sont employés à la construction de la ville 
Superficie : Elle pourrait à terme selon les sources être de 100 km2 la totalité du territoire réservé) ou 32 km2  est conduit par Lavasa Corporation Ltd, une filiale de HCC Group (Hindustan Construction Company) présidée par Shared Rajgopal Nogja xxxxxxx et créée spécialement pour le projet. 

## Histoire du projet
Ce projet urbain été présenté comme voulant réunir de nombreuses innovations et comme première station de montagne de l'Inde depuis l'indépendance.  
Deux des cinq villes prévues sont en cours de construction et un certain nombre de résidences étaient livrables à partir de 2013.  De 2011 à 2015, quatre hôtels et un centre-ville ont été achevés.  
Des écoles primaires, intermédiaires et secondaires ont été construites (Mont High) 
La ville dispose également d'un centre de formation destiné à l'accueil (École hôtelière Lavasa), qui s'est finalement relocalisée à Mumbai à la suite des déconvenues rencontrées par le projet.
Fin 2010, le ministère indien de l'Environnement et des Forêts a interdit la poursuite des constructions en raison de violations du droit de l'environnement. Un an plus tard, cet ordre était annulé par le gouvernement.
Depuis l'ampleur du projet a été réduit cependant, et une première offre publique ne peut pas se produire. Le chef d'entreprise qui pilote le projet a reproché en 2013 au Ministère de l'Environnement de lui avoir fait perdre trois ans.
Miné par les affaires, le projet ne rencontre pas le succès espéré. En juin 2018, Lavasa se déclare en faillite, incapable d'honorer ses dettes.
En 2019, le projet est à l'arrêt, quoique non abandonné officiellement, et les habitants ont saisi la justice dans l'espoir d'obtenir de Lavasa Corporation qu'elle tienne ses promesses.

## Administration
En 2011, Scot Wrighton a été nommé administrateur de la ville 

## Prospective
Le projet Lavasa a mis en place un modèle de promotion de partenariats visant des institutions prestigieuses, mais qui n' pas bien fonctionné. L'Université d'Oxford s'est intéressée au projet, mais d'autres partenaires font défaut, dont des partenaires espérés pour le développement des installations sportives futures.
Le bilan semble meilleur en matière de construction : Plusieurs sections urbaines sont terminées, mais Lavasa ne sera pas terminé avant 2020 . A termes, le projet devrait accueillir 200.000 habitants [21] répartis dans quatre ou cinq villes construites sur sept collines.  

La première ville nouvelle (Dasve) devait initialement être terminé avant 2010 mais certaines résidences étaient encore en construction en 2013. 
La seconde ville (Mugaon) a été entamée en 2012, et la construction se poursuit.
En 2013, le président de l'entreprise de construction du projet a confirmé que Lavasa comprendra quatre grandes villes et une ville à bas loyers.

## Installations sportives
Un parcours de golf a été annoncé comme devant être conçu par Nick Faldo  ainsi qu'une académie de football (marque Manchester City). 
Cependant, le site Web de Nick Faldo ne vantait pas les mérites du parcours de golf,   et un communiqué de presse 2010 est la seule communication Manchester City a fait référence à une académie de football.
Parc d'attractions

## Aires de loisirs
Un parc à thème a été annoncé, qui devrait s'étendre sur plus de 0,26 km2

## Éducation
Lavasa veut accueillir une université. Il était prévu pour cela de l'associer à l'Université d'Oxford mais depuis 2010 l'institution britannique s'est elle-même retirée du projet.
En 2010, l'Université privée locale internationale Symbiosis International University de Pune a envisagé de prendre en charge un campus consacré aux arts libéraux [29]

## Autres installations
Des espaces verts et des lieux consacrés à la santé et au bien-être (200 acres) sont prévus,.  